# Pineto Calcio
El Pineto Calcio es un club de fútbol de Italia, con sede en Pineto, en la región de los Abruzos. Fue fudado en 1962 y compite en la Serie C, la tercera categoría del fútbol italiano.

## Historia
Fue fundado el 1 de julio de 1962 en la ciudad de Pineto en Abruzzo y en 1977 logra por primera vez el ascenso a la Serie D donde descendió tras una temporada. Regresaría a la cuarta división nacional en 1983 permaneciendo esta vez por 11 temporadas hasta su descenso en 1994, regresando a la liga en las temporadas de 1995 y 1997.
Tras 18 años de ausencia regresa a la Serie D en 2016, y en la temporada 2022/23 logra el ascenso a la Serie C por primera vez en su historia, además de ser el primer equipo de Abruzzo en ganar la Copa Italia Serie D.

## Palmarés

### Torneos interregionales
- Serie D (1): 2022-23 (Grupo F)
- Copa Italia de la Serie D (1): 2022-23

### Torneos regionales
- Eccellenza Abruzzo (1): 1994-95
- Promozione Abruzzo (3): 1976-77, 1982-83 (Grupo B), 2007-08 (Grupo B)
- Prima Categoria Abruzzo (1): 1974-75
- Seconda Categoria Abruzzo (1): 1968-69